# Anne-Marie Eklund Löwinder
Anne-Marie Eklund Löwinder (Estocolmo, 26 de setembro de 1957) é uma cientista da computação sueca.
Em 2013 foi induzida no Internet Hall of Fame pela Internet Society.